# Обжино
Обжино (рос. Обжино) — присілок в Куньїнському районі Псковської області Російської Федерації.
Населення становить 48 осіб. Входить до складу муніципального утворення Куньїнська волость.

## Історія
Від 2015 року входить до складу муніципального утворення Куньїнська волость.

## Населення
| 2001 | 2002 | 2010 |
| ---- | ---- | ---- |
| 62   | ↘59  | ↘48  |